# Anton de Bary
Heinrich Anton de Bary (Francoforte sul Meno, 26 gennaio 1831 – Strasburgo, 19 gennaio 1888) è stato un botanico e micologo tedesco.

## Biografia
È considerato uno dei padri fondatori della patologia vegetale (fitopatologia) e il fondatore della micologia moderna. Scoprì i meccanismi che permettono a particolari parassiti di provocare l'antracnosi delle piante di vite. I suoi attenti e sistematici studi della storia della vita dei funghi e il suo contributo per lo studio delle alghe e delle piante superiori sono stati di fondamento per la biologia. È stato un microbiologo per quanto riguarda la tassonomia.